# Nova Ponte
Nova Ponte är en kommun i Brasilien.   Den ligger i delstaten Minas Gerais, i den sydöstra delen av landet, 400 km söder om huvudstaden Brasília. Antalet invånare är 12 823.
Omgivningarna runt Nova Ponte är huvudsakligen savann. Runt Nova Ponte är det glesbefolkat, med 11 invånare per kvadratkilometer.